# Province du Nicaragua et Costa Rica
La province du Nicaragua et Costa Rica est une région d'Amérique centrale rattachée directement à la monarchie espagnole dans les années 1812 à 1814 et de 1820 à 1821.
Ces deux territoires, correspondant aux États actuels du Nicaragua et du Costa Rica, relevaient pendant toute la période de colonisation espagnole de la Capitainerie générale du Guatemala. À la suite des troubles liés à la guerre en métropole, les opposants à Napoléon convoquent les Cortes de Cadix pour établir une nouvelle Constitution. C'est à cette occasion que les territoires de la municipalité de León et de la province du Costa Rica sont détachés de la Capitainerie pour former une nouvelle province. Elle est alors dirigée par un gouverneur nommé directement par le roi d'Espagne, assisté d'un Conseil de sept membres siégeant dans la ville de León. Indépendante politiquement et administrativement, elle reste subordonnée à la Capitainerie sur le plan fiscal et judiciaire.

## Première période
La province est officiellement créée le 21 novembre 1813, sous la présidence de Juan Bautista Gual. Conformément aux dispositions votés par les Cortes, le territoire du Costa Rica devait bénéficier de la nomination d'un gouverneur adjoint siégeant à Cartago. À peine née, cette organisation provinciale fut supprimée par Ferdinand VII qui rétablit l'absolutisme royal et annule donc tous les actes des Cortes de Cadix le 10 mai 1814.

## Deuxième période
En 1820, le retour à la Constitution de 1812 rend vie à la province du Nicaragua et Costa Rica. Le Conseil de province est installé le 25 octobre 1820, sous la présidence de Miguel González Saravia . Le 13 décembre 1820, la province est subdivisée en sept territoires: le Costa Rica, El Realejo, Granada, León, Rivas, Nicoya et Nueva Segovia.
La province du Nicaragua et Costa Rica proclament son indépendance absolue de l'Espagne le 11 octobre 1821. Mais rapidement Granada et le Costa Rica se dotent de gouvernements autonomes de León, puis le Costa Rica se détache définitivement du Nicaragua le 1er décembre 1821 par le pacte de Concorde.

## Source
- (es) Cet article est partiellement ou en totalité issu de l’article de Wikipédia en espagnol intitulé « Provincia de Nicaragua y Costa Rica » (voir la liste des auteurs).